# Ooteka

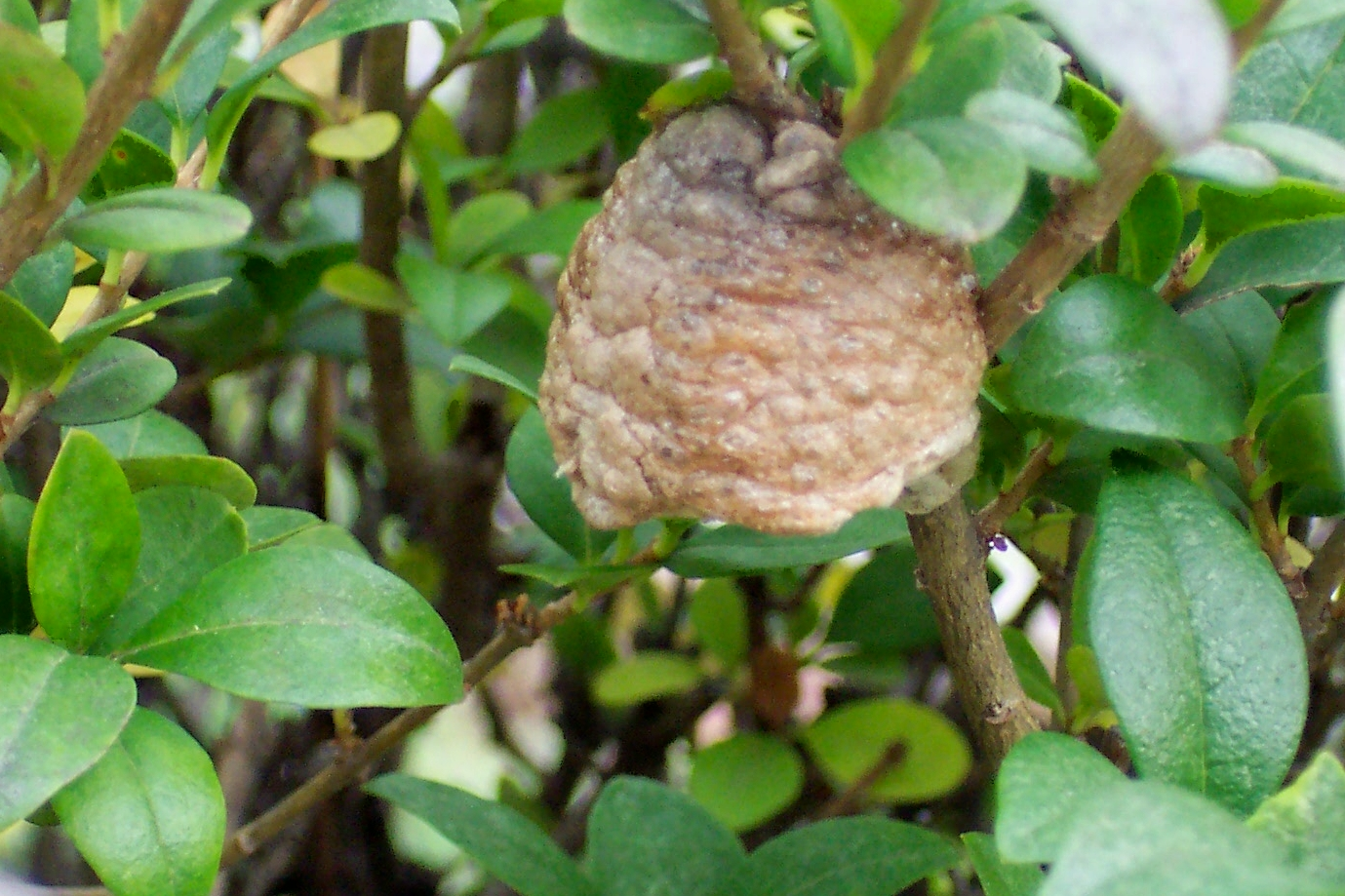
Ooteka modliszki chińskiej

Ooteka (łac. ootheca, l. mn. oothecae, z gr. oo- – jajo i theca – osłona), kapsułka jajowa – zewnętrzna warstwa osłaniająca pakiet jajowy karaczanów i modliszek, określanych wspólną nazwą jajokapsułowców (Oothecaria). Substancja tworząca ootekę jest wydzieliną gruczołów dodatkowych. W kontakcie z powietrzem twardnieje.   

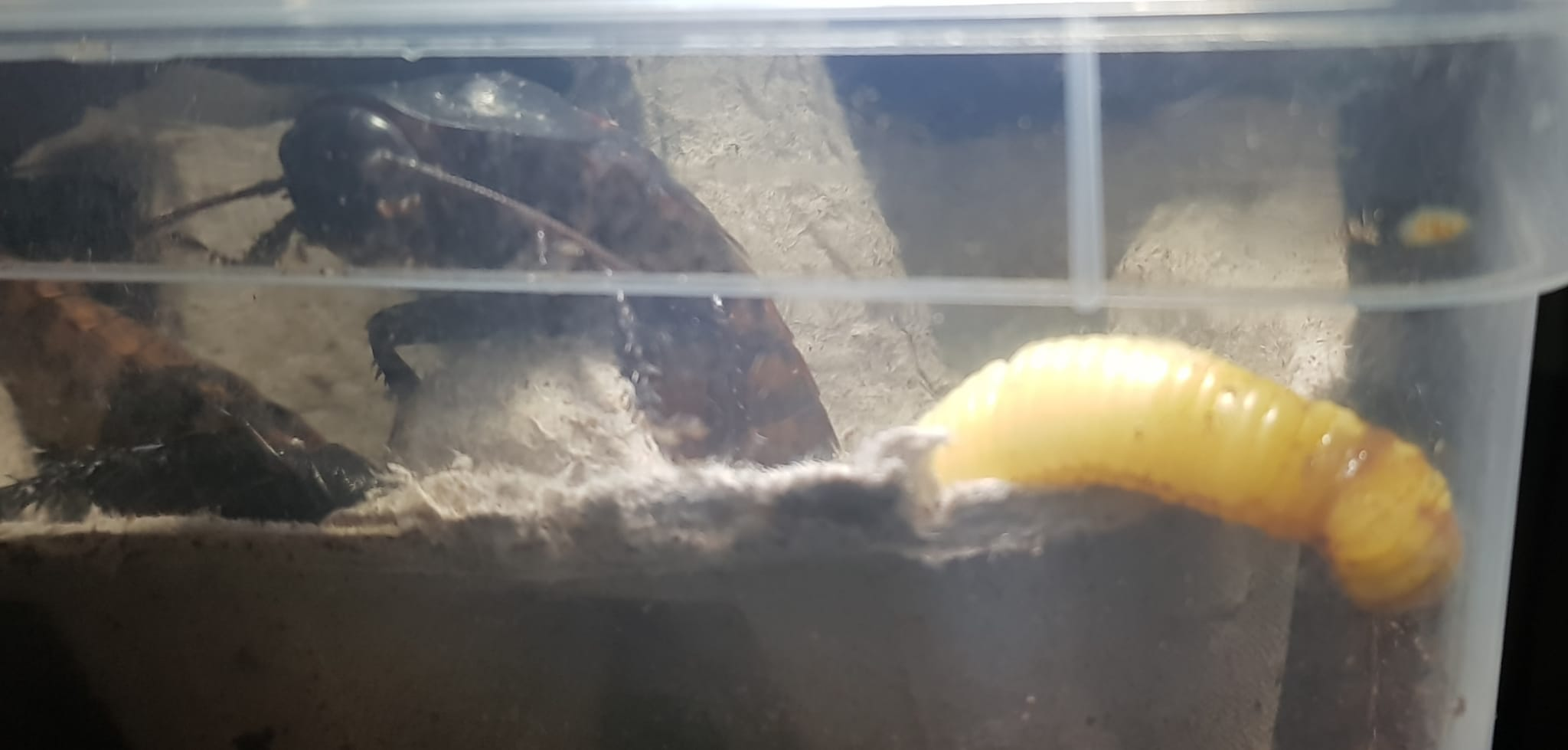
Samica karaczana madagaskarskiego (Gromphadorhina. Specyficzny gatunek nieznany) po porzuceniu ooteki. Zdjęcie zrobione około 10 minut po porzuceniu. Na prawej jest ooteka, a po lewej - samica.